# Skogastorpskärret
Skogastorpskärret este o arie protejată (arie specială de conservare — SAC, sit de importanță comunitară — SCI) din Suedia întinsă pe o suprafață de 0,75 ha, integral pe uscat.

## Localizare
Centrul sitului Skogastorpskärret este situat la coordonatele 58°14′20″N 13°44′05″E / 58.2389°N 13.7346°E.

## Înființare
Situl Skogastorpskärret a fost declarat sit de importanță comunitară în ianuarie 1997 pentru a proteja 1 specie de animale. Situl a fost protejat și ca arie specială de conservare în martie 2011.

## Biodiversitate
Situată în ecoregiunea boreală, aria protejată conține 3 habitate naturale: Pajiști cu Molinia pe soluri calcaroase, turboase sau argilos-nămoloase (Molinion caeruleae), Izvoare petrifiante cu formare de travertin (Cratoneurion), Mlaștini alcaline.
La baza desemnării sitului se află o specie protejată de  nevertebrate: Vertigo geyeri.